# Diaea sphaeroides
Diaea sphaeroides es una especie de araña cangrejo del género Diaea, familia Thomisidae. Fue descrita científicamente por Urquhart en 1885.

## Distribución
Esta especie se encuentra en Nueva Zelanda.